# 林弓束
林 弓束（はやし ゆづか、1987年1月25日 - ）は、日本のモデル、タレントで、prediaの元メンバー、お笑いコンビ・アスパラベーコンのベーコン担当。滋賀県大津市出身。プラチナムプロダクションに所属していた。愛称は、ゆったん、ゆみひめ。

## 略歴
京都府内の女子高等学校を卒業後、短期大学に通いながら就職活動をしている最中、2006年プラチナムへ履歴書を送り、プラチナムプロダクションの所属となる。
2007年、ミス777タウン.net グランプリ受賞。
2009年2月、アメーバブログを開設。
2010年、湘南ベルマーレクイーンに選ばれる。2010年7月20日、1stDVD『ゆづか』発売。
2011年12月31日、自身のブログでアイドルグループ『predia』（プレディア）への加入を発表。
2013年9月、『ミスFLASH2014』にエントリーしファイナリストまで進出するも、グランプリ獲得はならなかった。
2014年1月13日、『セクシー☆オールシスターズ』において、美脚戦隊スレンダーDXおよびD-Riveでの活動を卒業。
2015年1月26日、prediaのメンバー・前田ゆうとのお笑いコンビ「アスパラベーコン」で初のイベント「アスパラベーコン～笑顔のおかずはアスパラベーコン Vol.1～」をプラチナムプロダクションB1で開催。
2018年12月、身体の不調による将来を見据え、翌年2月に行われるツアーファイナルをもってprediaを卒業することを発表。
同年に胸郭出口症候群を診断されたのと、3年前から患っていた首のヘルニアの悪化で年々踊るのが辛くなっていたことを明かした。
2019年2月2日、predia tour THE ONEのファイナルライブをもってprediaを卒業。
2019年4月27日、一般男性と結婚していたことが報道された。同年2月11日には婚姻届を提出しており、交際期間は約1年2ヶ月であったと発表。元々、友人の友人という関係で4年前に知り合い、2017年12月に交際関係に発展したことを明かした。
12月28日、妊娠していることを自身のインスタグラムで発表し、2020年5月7日には第一子となる女児を出産した。
2020年4月22日、妊娠高血圧症で入院していることを自身のインスタグラムで発表した。
2022年9月末で所属事務所のプラチナムプロダクションを退所した。

## 人物
名前の「弓束」は、祖父が万葉集から引用して付けた。弟は関西ジャニーズJr.に所属していた林真鳥。他に3歳下の妹がいる。好きな色はピンク。アスパラベーコンのネタは林が主に作っている。特技はクラシックバレエ。
コロコロチキチキペッパーズのナダルに口説かれて何度も食事に誘われたとめちゃイケでLINE画面を公開し出演した。
prediaとしての活動を終えた後にも元同僚との交流は続いているという。

## 作品

### シングル
美脚戦隊スレンダーDX
- 美脚時代（2012年1月25日、JRRC-1036）- EAN 4562232210658。

predia
- Hey Now!!（2013年8月27日、PPRC-0002）- EAN 4582417835339。
- Crazy Cat（2013年4月17日、PSMC-0007）- EAN 4582414480037。
- 壊れた愛の果てに（2014年8月6日、CRCP-10315/7）- EAN 4988007260428。
- 美しき孤独たち（2014年12月17日、CRCP-10337/9）- EAN 4988007266277。
- 満たしてアモーレ（2015年8月26日、CRCP-10344/6）- EAN 4988007271462。
- 刹那の夜の中で（2016年1月27日、CRCP-10352/4）- EAN 4988007273114。
- 禁断のマスカレード（2017年1月25日、CRCP-10368/70）- EAN 4988007277907。
- ヌーベルキュイジーヌ（2017年6月21日、CRCP-10373/5）- EAN 4988007279536。
- Ms.Frontier（2017年10月25日、CRCP-10383/5）- EAN 4988007280792。
- カーテンコール（2018年8月22日、CRCP-10410）

### アルバム
predia
- Invitation（2012年3月28日、PSMC-0001/2）- EAN 4522197115450。
- Escort me?（2012年12月12日、PSMC-0005/6）- EAN 4582414480013。
- Best of predia 2010-2013 〜Reception〜（2014年4月9日、PPRC-0008）- EAN 4580448950069。
- 孤高のダリアにくちづけを（2015年2月18日、CRCP-40395/6）- EAN 4988007267939。
- 白夜のヴィオラにいだかれて（2016年6月22日、CRCP-40462/3）- EAN 4988007274623。
- ファビュラス（2018年2月14日、CRCP-40548/9）- EAN 4988007282215

### 映像作品
- ゆづか（2010年7月20日、LCDV-40430）- EAN 4529971404304。
- predia LIVE DVD SHIBUYA-AX PARTY ON MAY 3, 2013（2013年10月7日、PPRC-0003）- EAN 4580448950014。

## 出演

### テレビドラマ
- 花ざかりの君たちへ〜イケメン♂パラダイス〜（2007年、フジテレビ）
- ガリレオΦ（2008年10月4日、フジテレビ）
- KOI☆AGE〜恋するアゲハ〜（2009年5月1日 - 、Bee TV) - キャバ嬢・モモ 役
- 帝王（2009年7月29日、TBSテレビ）
- オトメン（乙男）（2009年9月5日、フジテレビ）
- ぶっせん（2013年9月24日、TBSテレビ）

### バラエティ
- モバポスGREAT（2007年10月3日 - 2008年3月26日、日本テレビ） - レギュラー、仕分けガール
- モバタレGREAT（2008年4月2日 - 9月24日、日本テレビ） - レギュラー、飼育ガールズ
- 神さまぁ〜ず（TBSテレビ）
- 幹事さまぁ〜ず 女だらけの大新年会（生）アイドルいちご祭り2008（2008年1月1日、日本テレビ）
- お試しかっ!（2008年8月25日、テレビ朝日） - ビキニが高速スライダーで外れるか実験
- LEADER'S HOW TO BOOK ジョーシマサイト（テレビ朝日） - 準レギュラー
- やりすぎコージー（テレビ東京） - レギュラー、8代目やりすぎガール
- 鬼のワラ塾（2009年6月13日・6月27日・7月4日、テレビ朝日） - 黄オニちゃん
- 中居正広の(生)スーパードラマフェスティバル（2009年7月6日、フジテレビ系） - 吉浦遥と共にアシスタントとして出演
- アドレな!ガレッジ（2009年8月4日、テレビ朝日）- 再現VTRに出演
- 女子待機中（2011年9月1日、テレビ神奈川）
- 爆笑そっくりものまね紅白歌合戦スペシャル（2011年3月18日・9月27日・12月31日・2012年3月24日、フジテレビ系）
- 10分BOX（2012年4月11日、フジテレビ系）
- 芸人報道（2012年4月23日、日本テレビ系）
- サンデージャポン（2012年7月29日・8月26日・9月2日、TBSテレビ）
- 『ぷっ』すま（2012年10月6日、テレビ朝日）
- お願い!ランキング（2014年1月6日、テレビ朝日）
- ジローラモのチんクえTV（2014年4月5日 - 、名古屋テレビ）- レギュラー、常連客 役
- オムニボットの挑戦!!チバテレビ
- ほぼほぼ（2016年4月6日-2017年4月2日、テレビ東京）
- ドラGo！（2016年3月６日、テレビ東京）
- 有吉ゼミ（2016年6月20日、日本テレビ）
- お願い!ランキング(テレビ朝日)
- 有吉反省会（2019年10月12日、日本テレビ）

### 映画
- ヤッターマン（2009年）

### インターネットテレビ
- AKIBA18エンタメTV（2011年4月14日 - 7月26日、あっ!とおどろく放送局）

### インターネットラジオ
- オムニボット ナイト! （2016年4月1日 - 9月30日、超!A&G+）

### CM
- BOSS
- GOO

### MV
- Mighty Jam Rock 「 BIG PARADISE」
- HOME MADE家族 「 NoRain Norainbow」

### パチンコ
- CRラブ嬢～ご延長の方はいかがなさいますか?～（2011年5月、平和）クラブローズのキャバ嬢・ゆづか役[13]

## 書籍

### 関連書籍
- ヤングガンガン